# Áp lực
Áp lực (ký hiệu: vector N hoặc F) là lực ép vuông góc lên một mặt tiếp xúc của đối tượng chịu lực.

## Định nghĩa
Áp lực là lực ép tác động trên bề mặt của một vật theo phương thẳng đứng với bề mặt tiếp xúc. Lực ép vuông góc với diện tích bề mặt chịu lực. Theo nghĩa chung, cũng như khái niệm lực tổng quát, áp lực là đại lượng vector. Tuy nhiên vì đã xác định được phương (vuông góc với bề mặt chịu lực) và chiều (hướng vào mặt chịu lực) nên khi nói về áp lực, người ta có thể chỉ nói về độ lớn 
Đơn vị đo lường của áp lực là: Newton(N)

## Công thức tính áp lực
Về mặt toán học: 
{\displaystyle p={\frac {F}{S}}}
Trong đó: Fa Áp lực
{\displaystyle F_{A}={\frac {F}{S}}}
{\displaystyle F} Lực (Newton; kí hiệu N)
{\displaystyle S} Diện tích bề mặt
Đối với chất khí ta có thể sử dụng công thức sau:
{\displaystyle F=p.S}
Trong đó:

{\displaystyle p} là áp suất,
{\displaystyle F} là lực ép lên diện tích chịu lực,
{\displaystyle S} là diện tích chịu lực.
chuyển đổi
1kg = 10 Newton